# Cailla
Cailla  (en occitan Calhan) est une commune française, située dans le Sud-Ouest du département de l'Aude en région Occitanie.
Sur le plan historique et culturel, la commune fait partie du Pays de Sault, un plateau situé entre 990 et 1310 mètres d'altitude fortement boisé. Exposée à un climat méditerranéen, elle est drainée par le Rébenty. La commune possède un patrimoine naturel remarquable : deux sites Natura 2000 (le « pays de Sault » et le « bassin du Rebenty ») et trois zones naturelles d'intérêt écologique, faunistique et floristique.
Cailla est une commune rurale qui compte 52 habitants en 2022, après avoir connu un pic de population de 223 habitants en 1851. Ses habitants sont appelés les Caillais ou  Caillaises ou Caillanols.

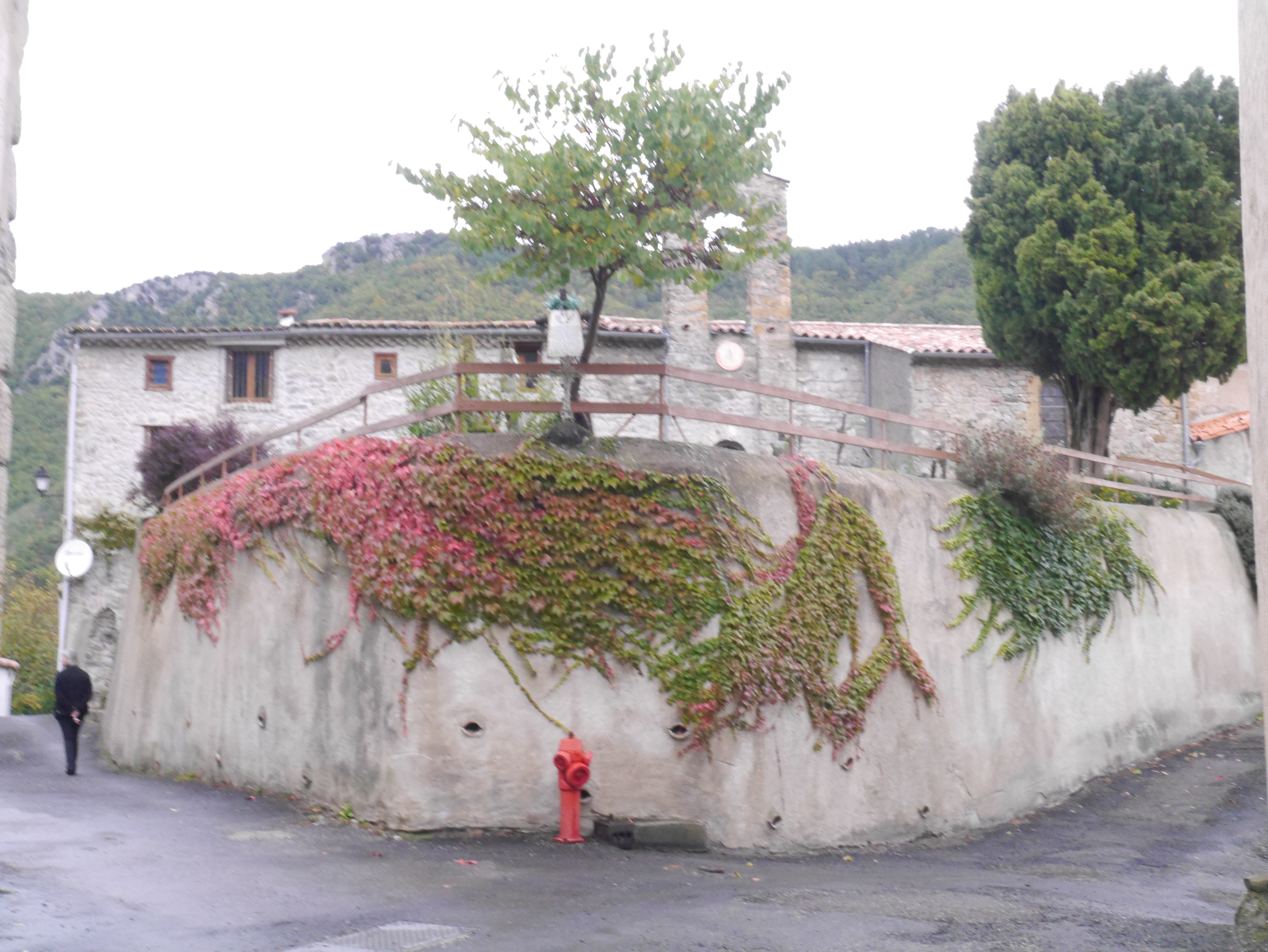
Mur de l'église de Cailla dont le presbytère a été transformé en logements, on peut voir le clocher en fond.

## Géographie

### Communes limitrophes
|         | Quirbajou | Saint-Martin-Lys |
| Marsa   | Cailla    | Axat             |
| Le Clat | Artigues  |                  |

### Géologie et relief
Cailla se situe en zone de sismicité 3 (sismicité modérée).

### Hydrographie
La commune est dans la région hydrographique « Côtiers méditerranéens », au sein du bassin hydrographique Rhône-Méditerranée-Corse. Elle est drainée par le Rebenty, constituant un réseau hydrographique de 4 km de longueur totale,.
La Lauquette, d'une longueur totale de 17,9 km, prend sa source dans la commune de Fajac-en-Val et s'écoule du sud-ouest vers le nord-est puis vers l'ouest. Elle traverse la commune et se jette dans le Lauquet à Ladern-sur-Lauquet, après avoir traversé 4 communes.

### Climat
Pour des articles plus généraux, voir Climat de l'Occitanie et Climat de l'Aude.
En 2010, le climat de la commune est de type climat méditerranéen altéré, selon une étude s'appuyant sur une série de données couvrant la période 1971-2000. En 2020, Météo-France publie une typologie des climats de la France métropolitaine dans laquelle la commune est exposée à un climat de montagne ou de marges de montagne et est dans la région climatique Pyrénées orientales, caractérisée par une faible pluviométrie, un très bon ensoleillement (2 600 h/an), un air sec, particulièrement en hiver et peu de brouillards.
Pour la période 1971-2000, la température annuelle moyenne est de 11,9 °C, avec  une amplitude thermique annuelle de 14,7 °C. Le cumul annuel moyen de précipitations est de 968 mm, avec 9,4 jours de précipitations en janvier et 5,7 jours en juillet. Pour la période 1991-2020 la température moyenne annuelle observée sur la station météorologique la plus proche, située sur la commune de Granès à 10 km à vol d'oiseau, est de 13,5 °C et le cumul annuel moyen de précipitations est de 724,6 mm,. Pour l'avenir, les paramètres climatiques de la commune estimés pour 2050 selon différents scénarios d’émission de gaz à effet de serre sont consultables sur un site dédié publié par Météo-France en novembre 2022.

### Milieux naturels et biodiversité

#### Réseau Natura 2000

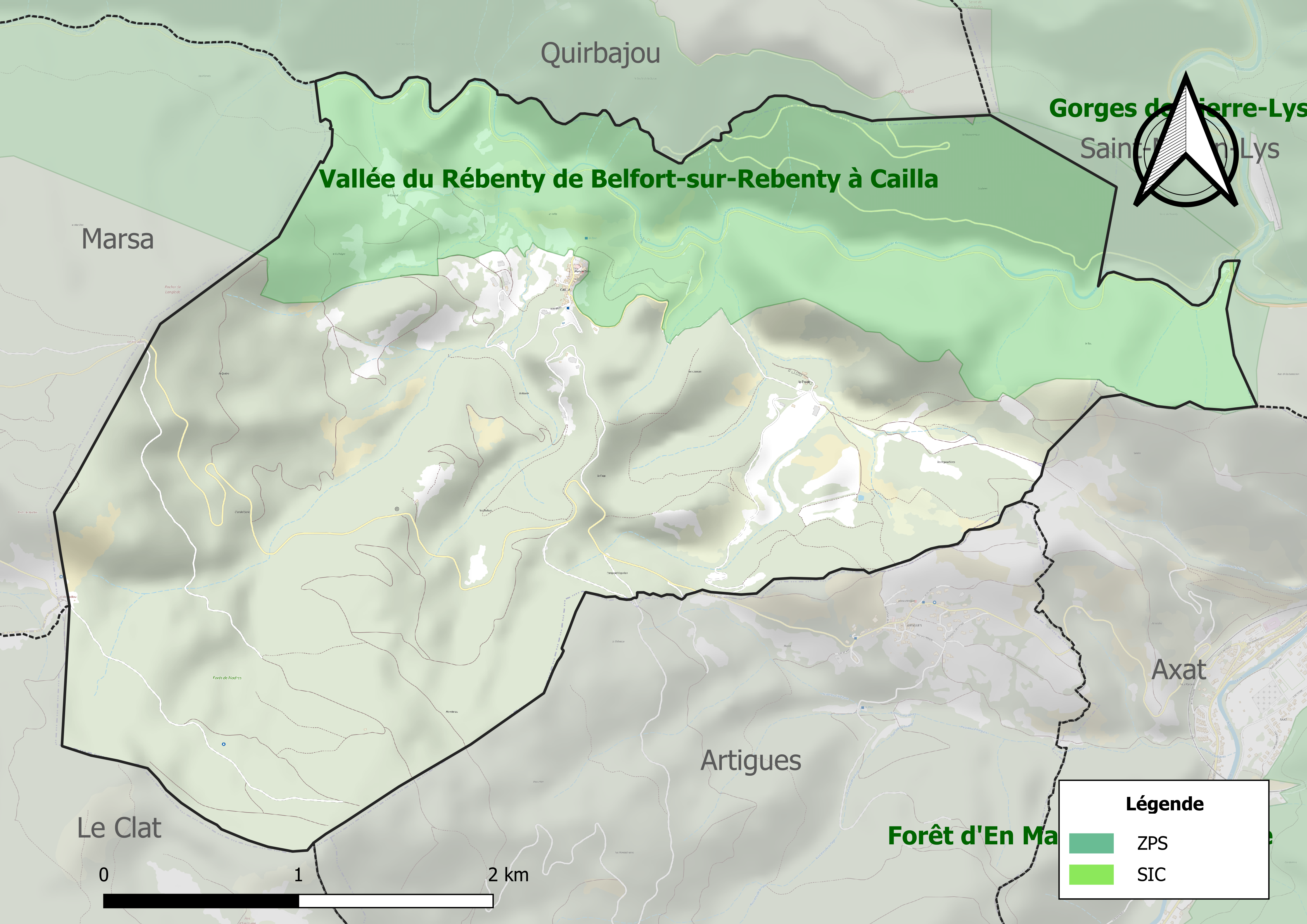
Site Natura 2000 sur le territoire communal.

Le réseau Natura 2000 est un réseau écologique européen de sites naturels d'intérêt écologique élaboré à partir des directives habitats et oiseaux, constitué de zones spéciales de conservation (ZSC) et de zones de protection spéciale (ZPS). Un site Natura 2000 a été défini sur la commune au titre de la directive habitats :
- le « bassin du Rebenty », d'une superficie de 8 567 ha, qui offre une palette d'habitats naturels sur une grande gamme altitudinale et climatique et sur des substrats variés (calcaires, marnes, schistes). En particulier, on y rencontre de belles pinèdes de pins à crochets sur sol acide. La rivière héberge des espèces aquatiques (Chabot commun et Barbeau méridional, Écrevisse à pattes blanches) et mammifères (Desman des Pyrénées)[15]

et un au titre de la directive oiseaux : 
- le « pays de Sault », d'une superficie de 71 499 ha, présentant une grande diversité d'habitats pour les oiseaux. On y rencontre donc aussi bien les diverses espèces de rapaces rupestres, en particulier les vautours dont les populations sont en augmentation, que les passereaux des milieux ouverts (bruant ortolan, alouette lulu) et des espèces forestières comme le pic noir[16].

#### Zones naturelles d'intérêt écologique, faunistique et floristique
L’inventaire des zones naturelles d'intérêt écologique, faunistique et floristique (ZNIEFF) a pour objectif de réaliser une couverture des zones les plus intéressantes sur le plan écologique, essentiellement dans la perspective d’améliorer la connaissance du patrimoine naturel national et de fournir aux différents décideurs un outil d’aide à la prise en compte de l’environnement dans l’aménagement du territoire. Une ZNIEFF de type 1 est recensée sur la commune : la « vallée du Rébenty de Belfort-sur-Rebenty à Cailla » (3 553 ha), couvrant 10 communes du département et deux ZNIEFF de type 2, : 
- le « petit plateau de Sault » (5 054 ha), couvrant 11 communes du département[19] ;
- la « vallée du Rébenty » (5 661 ha), couvrant 14 communes du département[20].

Carte des ZNIEFF de type 1 et 2 à Cailla.
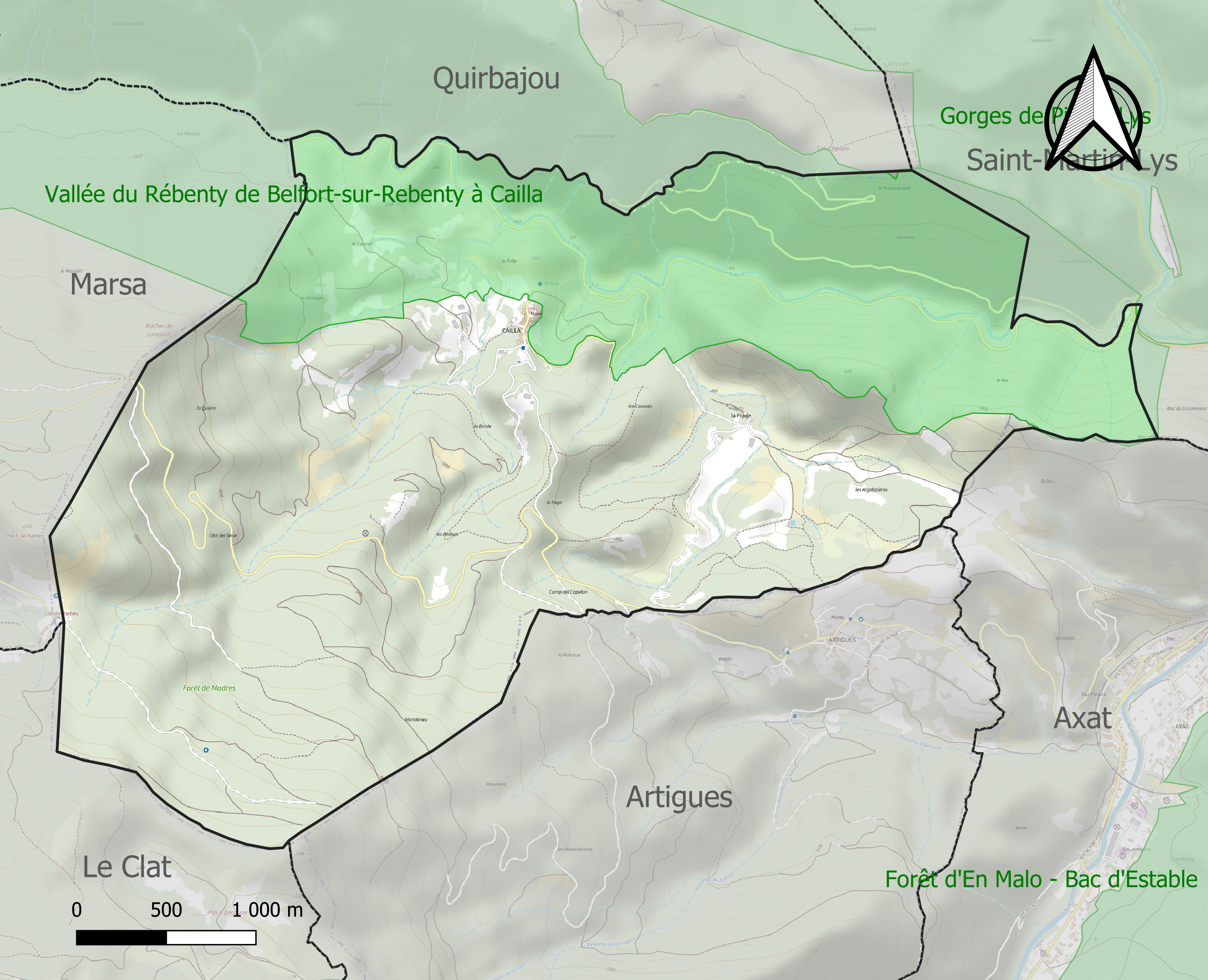
Carte de la ZNIEFF de type 1 sur la commune.
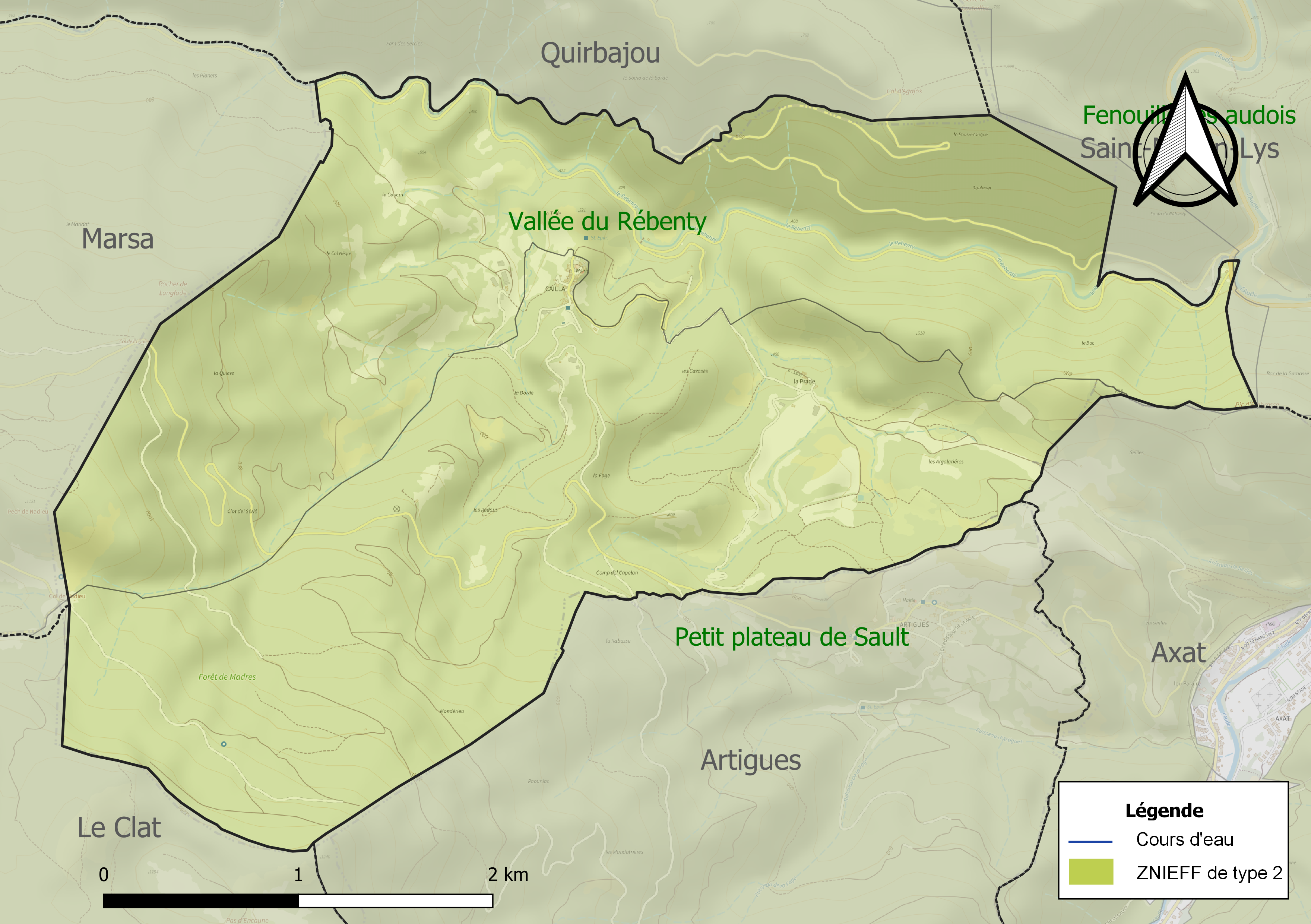
Carte des ZNIEFF de type 2 sur la commune.

## Urbanisme

### Typologie
Au 1er janvier 2024, Cailla est catégorisée commune rurale à habitat très dispersé, selon la nouvelle grille communale de densité à 7 niveaux définie par l'Insee en 2022.
Elle est située hors unité urbaine et hors attraction des villes,.

### Occupation des sols
L'occupation des sols de la commune, telle qu'elle ressort de la base de données européenne d’occupation biophysique des sols Corine Land Cover (CLC), est marquée par l'importance des forêts et milieux semi-naturels (94,5 % en 2018), une proportion identique à celle de 1990 (94,5 %). La répartition détaillée en 2018 est la suivante : forêts (62 %), milieux à végétation arbustive et/ou herbacée (32,5 %), zones agricoles hétérogènes (5,5 %). L'évolution de l’occupation des sols de la commune et de ses infrastructures peut être observée sur les différentes représentations cartographiques du territoire : la carte de Cassini (XVIIIe siècle), la carte d'état-major (1820-1866) et les cartes ou photos aériennes de l'IGN pour la période actuelle (1950 à aujourd'hui).

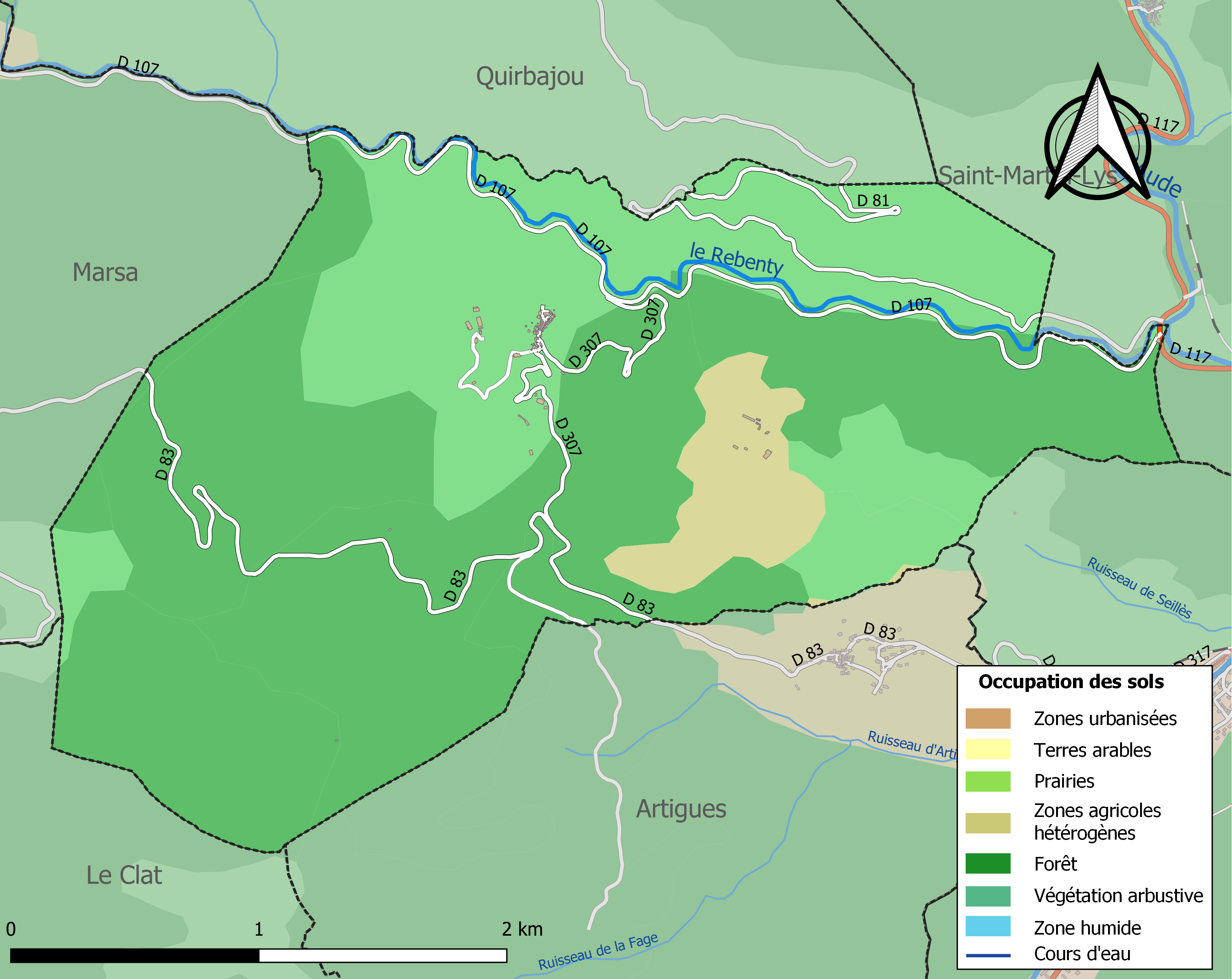
Carte des infrastructures et de l'occupation des sols de la commune en 2018 (CLC).

### Risques majeurs
Le territoire de la commune de Cailla est vulnérable à différents aléas naturels : météorologiques (tempête, orage, neige, grand froid, canicule ou sécheresse) et séisme (sismicité modérée). Il est également exposé à un risque technologique, la rupture d'un barrage, et à un risque particulier : le risque de radon. Un site publié par le BRGM permet d'évaluer simplement et rapidement les risques d'un bien localisé soit par son adresse soit par le numéro de sa parcelle.

#### Risques naturels

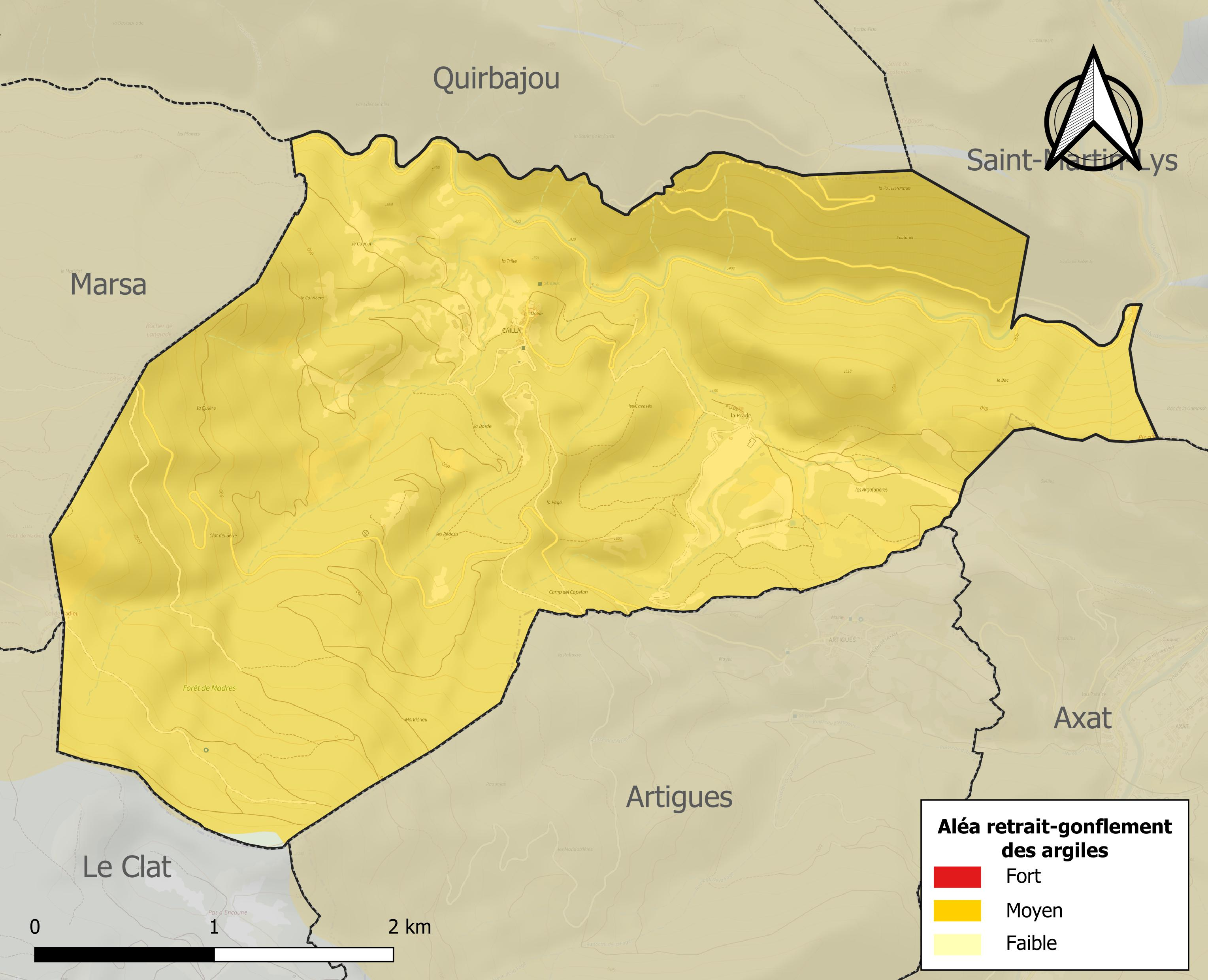
Carte des zones d'aléa retrait-gonflement des sols argileux de Cailla.

Le retrait-gonflement des sols argileux est susceptible d'engendrer des dommages importants aux bâtiments en cas d’alternance de périodes de sécheresse et de pluie. 99,8 % de la superficie communale est en aléa moyen ou fort (75,2 % au niveau départemental et 48,5 % au niveau national). Sur les 49 bâtiments dénombrés sur la commune en 2019, 49 sont en aléa moyen ou fort, soit 100 %, à comparer aux 94 % au niveau départemental et 54 % au niveau national. Une cartographie de l'exposition du territoire national au retrait gonflement des sols argileux est disponible sur le site du BRGM,.

#### Risques technologiques
La commune est en outre située en aval des barrages de Matemale et de Puyvalador, deux ouvrages de classe A, situés dans le département des Pyrénées-Orientales. À ce titre elle est susceptible d’être touchée par l’onde de submersion consécutive à la rupture d'un de ces ouvrages.

#### Risque particulier
Dans plusieurs parties du territoire national, le radon, accumulé dans certains logements ou autres locaux, peut constituer une source significative d’exposition de la population aux rayonnements ionisants. Certaines communes du département sont concernées par le risque radon à un niveau plus ou moins élevé. Selon la classification de 2018, la commune de Cailla est classée en zone 2, à savoir zone à potentiel radon faible mais sur lesquelles des facteurs géologiques particuliers peuvent faciliter le transfert du radon vers les bâtiments.

## Histoire
La première mention d'une villa Kalliano date de 898. Le moine Leuva donne au monastère de Saint-Martin-Lys des terres et des vignes.
Au Xe siècle la seigneurie d'Axat inclut Artigues et Cailla qui fait alors partie, comme Artigues ou Axat, du pagus puis de la vicomté de Fenouillet ou Fenouillèdes jusqu'en 1258.
Sur le territoire de la commune actuelle, la localité de Courondes ou Coronoles et son église dédiée à sainte Marie sont citées dans plusieurs documents à partir de 954 comme des possessions de l'abbaye de Saint-Martin-Lys. Courondes figure notamment sur la carte de Cassini.
Le hameau de Laprade est cité depuis le XIIe siècle.
Au milieu du XVe siècle, la seigneurie de Cailla est achetée par la famille Dax une très ancienne famille originaire de Carcassonne qui donna plusieurs consuls de la Cité au Moyen Âge et resta présente à Axat jusqu'à l'orée du XXe siècle. C'est Arnaud Dax, consul de Carcassonne qui en fait l'acquisition en 1457, il est aussi seigneur d'Axat, Artigues, La Serpent, Leuc, Trèbes et autres places.

## Politique et administration

### Découpage territorial
La commune de Cailla est membre de la communauté de communes des Pyrénées audoises , un établissement public de coopération intercommunale (EPCI) à fiscalité propre créé le 30 mai 2013 dont le siège est à Quillan. Ce dernier est par ailleurs membre d'autres groupements intercommunaux.
Sur le plan administratif, elle est rattachée à l'arrondissement de Limoux, au département de l'Aude, en tant que circonscription administrative de l'État, et à la région Occitanie.
Sur le plan électoral, elle dépend du canton de la Haute-Vallée de l'Aude pour l'élection des conseillers départementaux, depuis le redécoupage cantonal de 2014 entré en vigueur en 2015, et de la troisième circonscription de l'Aude  pour les élections législatives, depuis le redécoupage électoral de 1986.

### Liste des maires
| Période                                  | Période  | Identité       | Étiquette | Qualité |
| ---------------------------------------- | -------- | -------------- | --------- | ------- |
| mars 2001                                | En cours | Alfred Vismara |           |         |
| Les données manquantes sont à compléter. |          |                |           |         |

## Démographie
L'évolution du nombre d'habitants est connue à travers les recensements de la population effectués dans la commune depuis 1793. Pour les communes de moins de 10 000 habitants, une enquête de recensement portant sur toute la population est réalisée tous les cinq ans, les populations de référence des années intermédiaires étant quant à elles estimées par interpolation ou extrapolation. Pour la commune, le premier recensement exhaustif entrant dans le cadre du nouveau dispositif a été réalisé en 2004.

En 2022, la commune comptait 52 habitants, en évolution de +10,64 % par rapport à 2016 (Aude : +2,65 %, France hors Mayotte : +2,11 %).
| 1793 | 1800 | 1806 | 1821 | 1831 | 1836 | 1841 | 1846 | 1851 |
| ---- | ---- | ---- | ---- | ---- | ---- | ---- | ---- | ---- |
| 168  | 160  | 161  | 169  | 208  | 214  | 211  | 204  | 223  |

| 1856 | 1861 | 1866 | 1872 | 1876 | 1881 | 1886 | 1891 | 1896 |
| ---- | ---- | ---- | ---- | ---- | ---- | ---- | ---- | ---- |
| 187  | 185  | 177  | 179  | 163  | 137  | 149  | 165  | 151  |

| 1901 | 1906 | 1911 | 1921 | 1926 | 1931 | 1936 | 1946 | 1954 |
| ---- | ---- | ---- | ---- | ---- | ---- | ---- | ---- | ---- |
| 149  | 153  | 122  | 99   | 99   | 79   | 74   | 59   | 50   |

| 1962 | 1968 | 1975 | 1982 | 1990 | 1999 | 2004 | 2006 | 2009 |
| ---- | ---- | ---- | ---- | ---- | ---- | ---- | ---- | ---- |
| 22   | 17   | 28   | 41   | 48   | 51   | 51   | 48   | 54   |

| 2014 | 2019 | 2022 | - | - | - | - | - | - |
| ---- | ---- | ---- | - | - | - | - | - | - |
| 50   | 49   | 52   | - | - | - | - | - | - |

## Économie

### Emploi
| Division       | 2008   | 2013   | 2018   |
| -------------- | ------ | ------ | ------ |
| Commune        | 17,1 % | 10 %   | 14,3 % |
| Département    | 10,2 % | 12,8 % | 12,6 % |
| France entière | 8,3 %  | 10 %   | 10 %   |

En 2018, la population âgée de 15 à 64 ans s'élève à 21 personnes, parmi lesquelles on compte 85,7 % d'actifs (71,4 % ayant un emploi et 14,3 % de chômeurs) et 14,3 % d'inactifs,. Depuis 2008, le taux de chômage communal (au sens du recensement) des 15-64 ans est supérieur à celui de la France et du département.
La commune est hors attraction des villes,. Elle compte 14 emplois en 2018, contre 16 en 2013 et 11 en 2008. Le nombre d'actifs ayant un emploi résidant dans la commune est de 15, soit un indicateur de concentration d'emploi de 93,4 % et un taux d'activité parmi les 15 ans ou plus de 42,9 %.
Sur ces 15 actifs de 15 ans ou plus ayant un emploi, 11 travaillent dans la commune, soit 73 % des habitants. Pour se rendre au travail, 40 % des habitants utilisent un véhicule personnel ou de fonction à quatre roues, 6,7 % les transports en commun, 26,7 % s'y rendent en deux-roues, à vélo ou à pied et 26,7 % n'ont pas besoin de transport (travail au domicile).

### Activités hors agriculture
Trois établissements sont implantés  à Cailla au 31 décembre 2019. Le secteur du commerce de gros et de détail, des transports, de l'hébergement et de la restauration est prépondérant sur la commune puisqu'il représente 66,7 % du nombre total d'établissements de la commune (2 sur les 3 entreprises implantées  à Cailla), contre 32,3 % au niveau départemental.

### Agriculture
|                                   | 1988 | 2000 | 2010 |
| --------------------------------- | ---- | ---- | ---- |
| Exploitations                     | 4    | 3    | 3    |
| Superficie agricole utilisée (ha) | 292  | 511  | 385  |

La commune fait partie de la petite région agricole dénommée « Pays de Sault ». En 2010, l'orientation technico-économique de l'agriculture  sur la commune est l'élevage de bovins, lait, élevage et viande combinés. Trois exploitations agricoles ayant leur siège dans la commune sont dénombrées lors du recensement agricole de 2010 (quatre en 1988). La superficie agricole utilisée est de 385 ha.

## Culture locale et patrimoine

### Lieux et monuments
- Église Saint-Saturnin de Cailla.

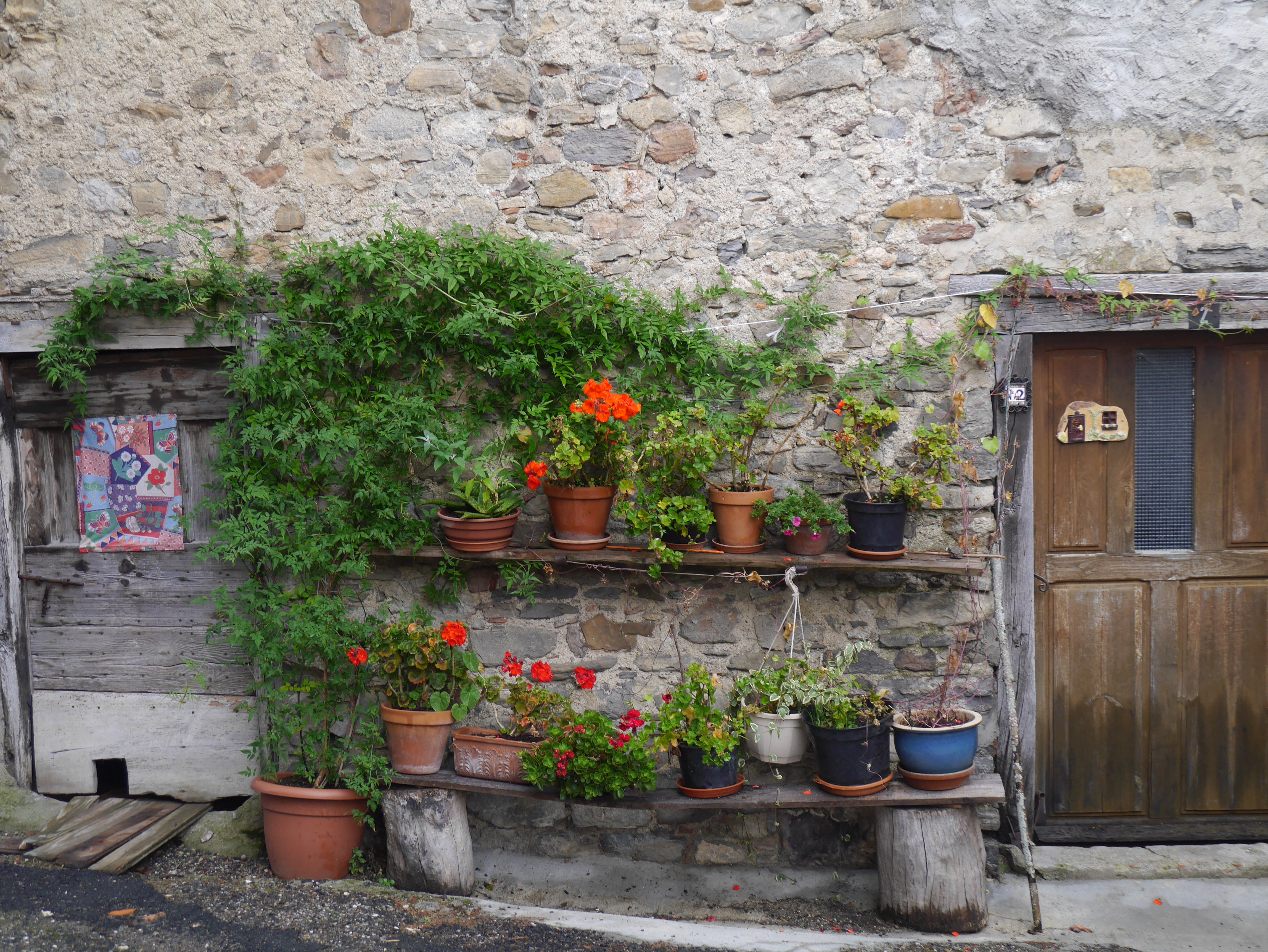
Resserrée autour de l'église, maison typique de Cailla et de la région.

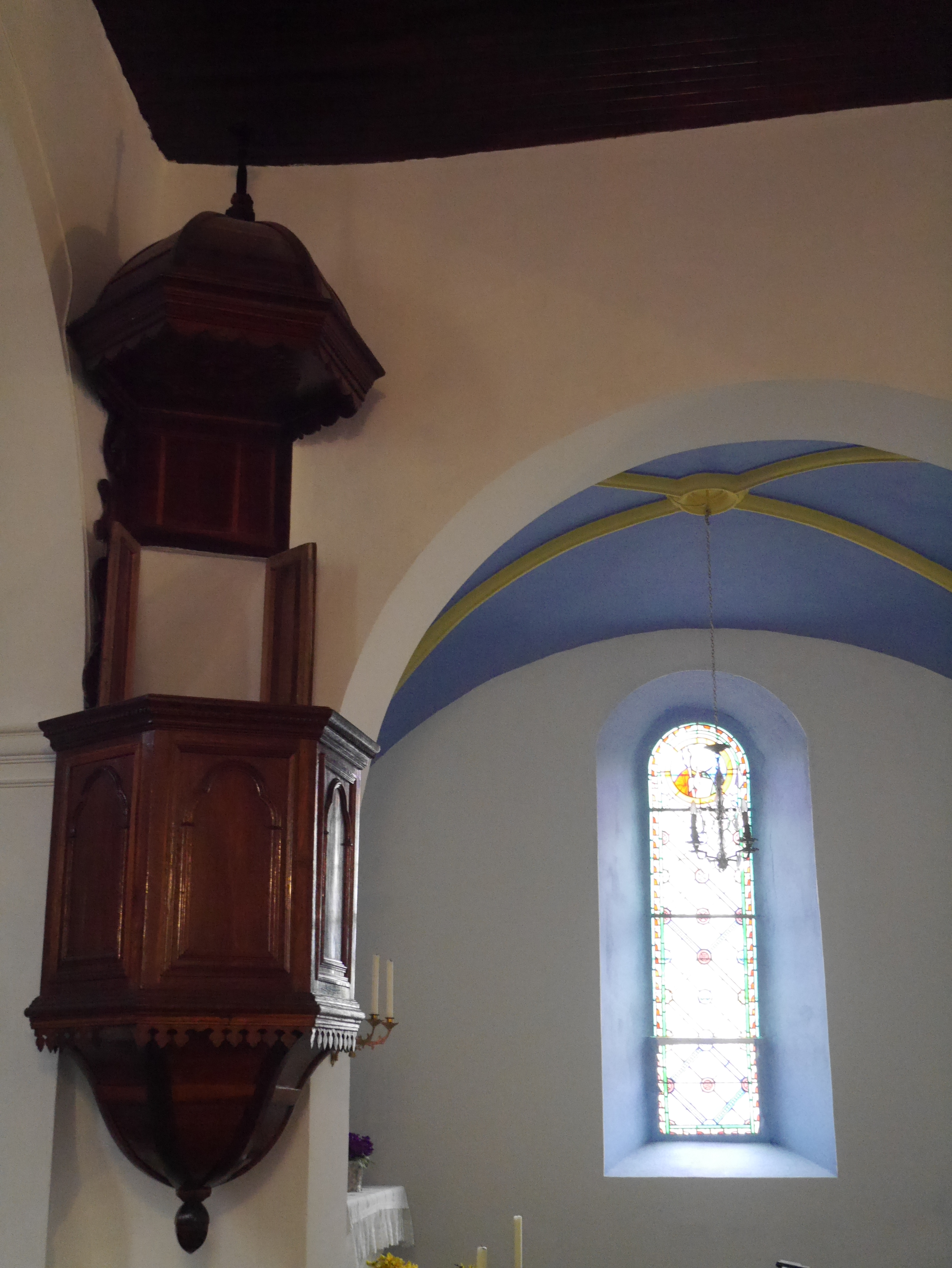
Les peintures donnent un éclat nouveau à cette église. Certaines des fresques originales ont été recouvertes en badigeon blanc afin de les préserver en vue d'une restauration plus complète.

- Le col de Nadieu (1 055 mètres) se trouve sur un tripoint en limite Est de la commune en direction du Clat ou du col de Dent (1 232 mètres) apprécié des cyclistes.

### Personnalités liées à la commune
- La famille Dax, originaire de Carcassonne, fut liée à Cailla depuis le milieu du XVe siècle, lorsque ses représentants devinrent seigneur de Cailla.
- François-Pierre-André Bertrand de Palmarolle (1714-1760), né sur la commune et mort à Québec, lieutenant-colonel dans les troupes de Louis-Joseph de Montcalm, il est blessé lors de la bataille de Sainte-Foy le 28 avril 1760 et décède le 3 mai. Palmarolle est une municipalité en Abitibi-Témiscamingue (Canada) qui lui a rendu hommage en prenant son nom.

### Héraldique
| Blason | Blasonnement : Burelé d'argent et de sable de dix pièces. |